# Libanasidus vittatus
Libanasidus vittatus ist eine in Südafrika endemische Weta-Art von Langfühlerschrecken. Sie ist dort gemeinhin als Parktown prawn („Parktown-Garnele“) bekannt. Der englische Name ist eine ironische Kombination von Parktown, einem Vorort von Johannesburg, in dem die Tiere des Öfteren anzutreffen sind, wo sie auf der Suche nach feuchten, dunklen Orten in den Schwimmbecken ertrinken, und Prawn (engl. Garnele), aufgrund der äußerlichen Ähnlichkeit.

## Merkmale
Libanasidus vittatus erreicht eine Körpergröße von 60 (ausnahmsweise bis 70) Millimeter und gehört damit zu den großen Heuschreckenarten. Die Tiere sind bräunlich bis rötlich gefärbt, mit orange und schwarz gestreiftem Hinterleib. Die Beine sind gelb gefärbt und abschnittsweise bräunlich verdunkelt. Typisch für die Gattung Libanasidius ist das ovale, frei sichtbare, perforierte Tympanalorgan auf Vorder- und Rückseite der Schienen der Vorderbeine in Verbindung mit oberseits unbedornten, auf der Unterseite gezähnten Schenkeln der Hinterbeine und vier Dornen am Hinterrand der Schienen der Hinterbeine.
Das Weibchen trägt am Hinterende einen 12 mm langen braun gefärbten zugespitzten Ovipositor, dieser ist lang und gleichmäßig aufwärts gebogen, an der Basis etwa fünfmal so breit wie an der Spitze. Die gelben Cerci sind konisch und nach oben gebogen. Männchen sind bemerkenswert durch hornartige Fortsätze der Mandibeln; diese sind in der Mitte rechtwinklig aufwärts gebogen, ihre Spitzen überlappen in Ruhelage. Die Fortsätze sind mindestens genauso groß wie die Mandibeln, können aber auch erheblich größer werden. Sie sind an diesem Merkmal leicht von Libanasidus impicta, der zweiten Art der Gattung, zu unterscheiden.

## Verbreitung und Biologie
Die Art ist Endemit Südafrikas, nördlich bis ins südlichste Simbabwe. Sie kommt recht verbreitet im Nordosten der Republik Südafrika, in Gauteng, Limpopo und Mpumalanga vor, etwa am Soutpansberg und den Drakensbergen. Das natürliche Habitat der Parktown prawn sind Wälder. Meist kommen sie erst nachts aus ihren Verstecken und gehen während dieser Zeit auf Nahrungssuche. Die Art ist omnivor. Wenn sie sich bedroht fühlt, schleudert sie zur Verteidigung stinkenden Kot in Richtung auf den Angreifer. Den Tag verbringt sie in selbst gegrabenen Erdhöhlen. Die Männchen verwenden die hornartigen Fortsätze der Mandibeln zu Kämpfen untereinander um den Zugang zu Weibchen.
In der breiteren Öffentlichkeit wurde die heimliche, nachtaktive Parktown prawn erst in den 1960er Jahren bekannt, als sie von ihren natürlichen Habitaten in die künstlichen, neu geschaffenen bewässerten Rasenflächen der Städte und Vororte, vor allem der Stadt Johannesburg, überwechselte, deren feuchte, lockere Böden ihnen gute Lebensmöglichkeiten bieten. Da sie auch in Häuser eindringt und zum Teil in offenen Schwimmbecken ertrinkt, wird sie von den Bewohnern als Lästling betrachtet.

## Phylogenie, Taxonomie, Systematik
Die Art wurde 1899 durch den englischen Entomologen William Forsell Kirby, als Carcinopsis vittatus erstbeschrieben. Typmaterial waren zwei Weibchen aus Barberton in  Mpumalanga. 1916 transferierte sie der südafrikanische Entomologe Louis Albert Péringuey in die von ihm neu beschriebene Gattung Libanasidus, deren Typusart sie ist. Die Taxonomie der Heuschreckenarten der Überfamilie Stenopelmatoidea in Südafrika war lange Zeit konfus und wurde in jüngerer Zeit durch die Arbeiten der Zoologin Helene Brettschneider aufgeklärt. Die Gattung galt lange als monotypisch, in moderner Auffassung enthält sie zwei Arten. Die zweite Art Libanasidus impicta (Stål, 1878) ist kaum bekannt, sie ist nur in einer kleinen Region in der Provinz Nordkap nachgewiesen. Es gibt Hinweise darauf, dass die Art Libanasidus vittatus zwei genetisch getrennte Populationen umfasst, möglicherweise Kryptospezies.
Die Familie der Anostostomatidae, in Neuseeland Weta genannt, ist auf der Südhalbkugel weit verbreitet. In Afrika umfasst sie acht Gattungen mit etwa fünfzig Arten, die teilweise untereinander recht ähnlich sind. Die Art wird zur Tribus Anostostomatini gerechnet, die überwiegend in Afrika lebt (nur Onosandrus kommt auch in Australien und Neuseeland vor).